# 未来26
『未来26』（みらくる にじゅうろく）は、2010年4月5日から2012年3月30日まで京都放送で毎週月曜 - 金曜 17:50 - 17:54に放送されていた情報番組。

## 概要
京都放送の若手アナウンサーたちが北は京丹後市から南は南山城村まで京都府の全26市町村を旅し、各地域の見所を紹介していたミニ番組である。さらに、「第26回国民文化祭京都2011」（2011年10月29日 - 11月6日）の情報も伝えていた。番組は、月曜から金曜まで同じ内容を繰り返し放送していた。

## 出演者
- 梶原誠
- 澤武博之
- 遠藤奈美
- 木村寿伸
- 宮内亨
- 海平和

| 京都放送 平日17:50枠                      | 京都放送 平日17:50枠                    | 京都放送 平日17:50枠                                                          |
| 前番組                                    | 番組名                                  | 次番組                                                                        |
| ----------------------------------------- | --------------------------------------- | ----------------------------------------------------------------------------- |
| 守ろう!藤袴 （2007年4月 - 2010年3月31日） | 未来26 （2010年4月5日 - 2012年3月30日） | Music Crossroad〜音楽交差点〜 （2012年4月2日 - 2013年3月28日） ※17:30 - 17:55 |